# Альмут Ґіттер Джонс
Альмут Ґіттер Джонс (англ. Almut Gitter Jones; 8 вересня 1923 р – 12 жовтня 2013) — німецько-американська ботанічка, мікологиня і таксономістка, відома своєю роботою з дослідження роду айстра (Aster), а також роботою кураторки гербарію в Іллінойському університеті. 
Джонс народилася під ім'ям Альмут Ґіттер в Ольденбурзі в родині Альфреда та Емми ( уродж. Айкгорст) Ґіттер. Вона вийшла заміж за колегу-ботаніка Джорджа Невілла Джонса в Урбані, штат Іллінойс, у 1958 році. Вона померла в Урбані, штат Іллінойс, 12 жовтня 2013 року . 
Вона описала понад п'ятдесят видів, а рід Almutaster родини айстрових був названий на її честь у 1982 році.  

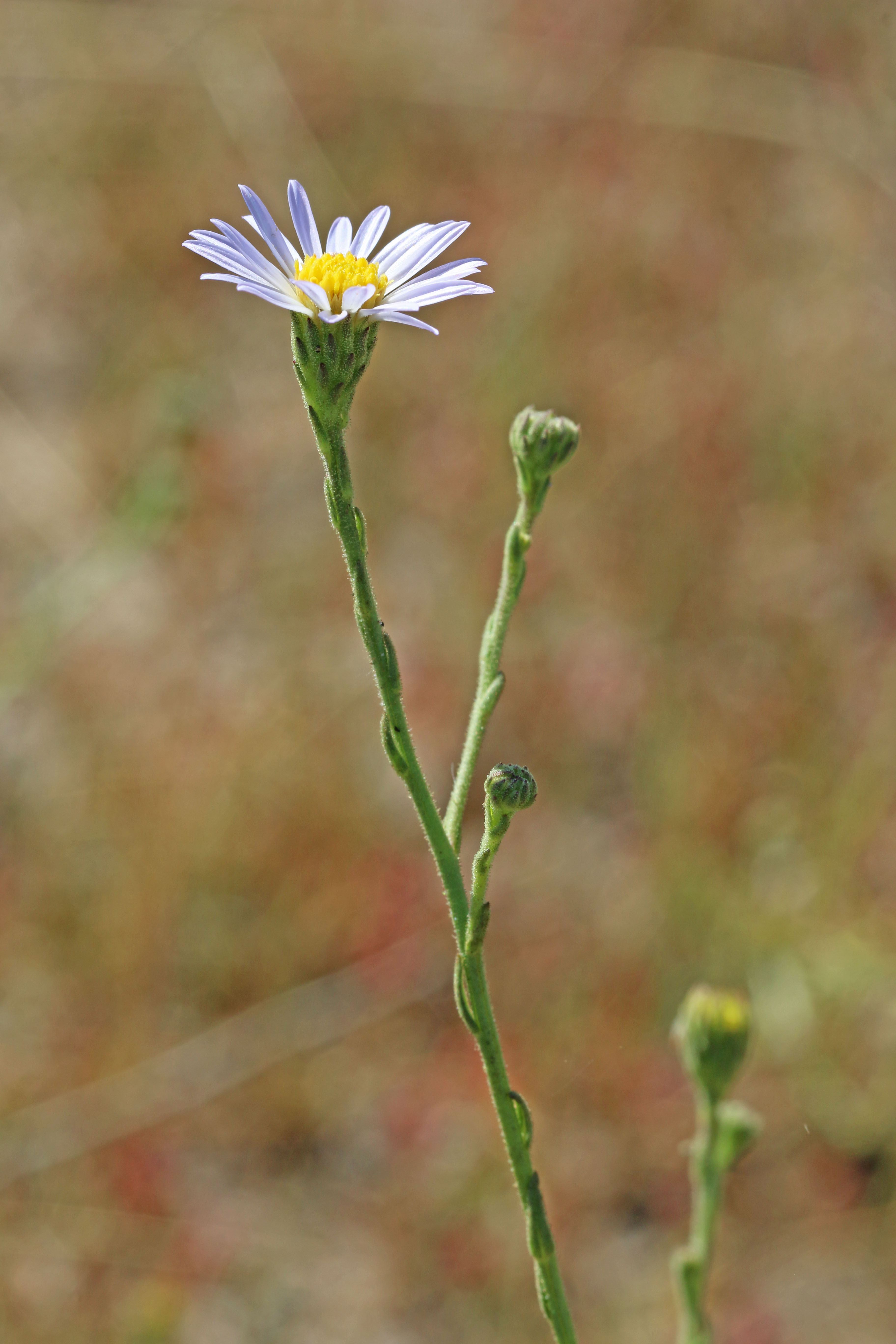
Almutaster pauciflorus, заповідник водно-болотяних угідь озера Юта поблизу Ґошена, округ Юта, штат Юта. Монотипний рід Almutaster був названий на честь Джонс.